# Kakonlampi
Kakonlampi är en sjö i kommunen Ilomants i landskapet Norra Karelen i Finland. Den är 10,3 meter djup. Arean är 38 hektar och strandlinjen är 3,57 kilometer lång. Sjön  ingår i Vuoksens huvudavrinningsområde.   Den ligger omkring 45 kilometer öster om Joensuu och omkring 410 kilometer nordöst om Helsingfors. 